# Gaspar Téllez-Girón y Sandoval
Gaspar Téllez Girón y Pacheco Gómez de Sandoval Enríquez de Ribera (Madrid, 25 de mayo de 1625 - Ibid., 2 de junio de 1694) fue un noble, político y militar español, V duque de Osuna y duque consorte de Uceda, V marqués de Peñafiel, IX conde de Ureña, Señor de Olvera y grande de España, entre otros títulos.
Sirvió a Felipe IV como general de caballería durante la Independencia de Portugal, Virrey de Cataluña (1667-9), gobernador de Milán (1670-4), consejero de estado de Carlos II, presidente del Consejo de Órdenes y del Consejo de Aragón.

## Familia
De familia noble, fue hijo de Juan Téllez-Girón y Enríquez de Ribera, grande de España, duque de Osuna, marqués de Peñafiel y conde de Ureña, y de Catalina Enríquez, de la casa de los duques de Alcalá. Muerto su hermano mayor en la infancia, heredó los títulos nobiliarios y estados de su padre a la muerte de este, ocurrida en 1656 durante su desempeño como virrey de Sicilia.
Gaspar contrajo matrimonio dos veces:
- En 1645 con su prima Feliche de Sandoval y Rojas (m. 1671), duquesa de Uceda, marquesa de Belmonte e hija del duque de Lerma Francisco de Sandoval Rojas y Padilla; el matrimonio tuvo dos hijos varones fallecidos en la infancia y cinco hijas;
- En 1672 con Ana Antonia de Benavides Carrillo y Toledo (m. 1707), hija de Luis de Benavides Carrillo,  marquesa de Frómista y  de Caracena y  condesa de Pinto, con quien tuvo dos hijos y dos hijas, el primero de los cuales, Francisco de Paula, le sucedió en sus títulos de nobleza.

## Carrera militar y política

### General en la guerra de Portugal
Clavero mayor de la orden de Alcántara desde 1646, de la que llegaría a ser definidor general en 1652, sirvió como gentilhombre de cámara de Felipe IV. Comenzó su carrera militar destacándose como general de caballería en Extremadura y capitán general de las fronteras de Castilla la Vieja durante la guerra de Portugal, primero bajo el mando de Juan José de Austria y posteriormente del marqués de Caracena, que después llegaría a ser su suegro. Durante la campaña participó en las batallas de Villaviciosa y Castel Rodrigo, entre otros enfrentamientos menores.

### Virrey de Cataluña
Tras la muerte de Felipe IV fue también gentilhombre de Carlos II. En agosto de 1667 llegó con título de virrey y capitán general a Cataluña, donde la situación en aquellos momentos era delicada: tres meses antes Luis XIV de Francia había declarado la guerra a España bajo el argumento de que la dote de su esposa María Teresa de Austria no había sido pagada, y aunque la campaña francesa iba dirigida contra los Países Bajos, la frontera franco-española era un punto peligroso, en el que el virrey invadió la Cerdaña con sus tropas. La paz llegaría en 1668 tras la firma del tratado de Aquisgrán.
Al año siguiente hubo de afrontar otra dificultad: el medio hermano del rey, Juan José de Austria, disconforme con la gran influencia de Juan Everardo Nithard en el gobierno y contando con la simpatía de las autoridades catalanas, amagaba con llevar a cabo un golpe de Estado contra la regente Mariana de Austria; Osuna tuvo que actuar moviéndose entre su fidelidad a la corte de Madrid, el respeto debido a su antiguo superior (y quizás próximo rey) Juan José de Austria y su propia ambición, hasta que en enero de 1669 la situación se resolvió pacíficamente cuando la corte accedió a las peticiones del de Austria y este salió de Cataluña en dirección a Madrid. 
Bajo su mandato se completó el Palacio del Virrey, actualmente parte del Palacio Real Mayor de Barcelona y se inició la construcción de la ciudadela de Palamós.
Su desempeño en el virreinato no debió ser muy de su gusto. En septiembre de 1669 pidió su cese con una lacónica misiva a la reina Mariana de Austria:

Mi poca salud y mi falta de hacienda me ponen en precisa obligación de no poder proseguir en el real servicio de V.M., y así suplico se sirva de mandarme dar licencia.

y otra al secretario Blasco de Loyola:

Remito a V.S. esa carta, para que la ponga en las reales manos de S.M. debiendo solo añadir en ésta, que si se me niega la licencia, me iré sin ella.

### Gobernador de Milán
Tras su paso por Cataluña ocupó el cargo de gobernador y capitán general del Milanesado, a donde llegó en marzo de 1670. Su estancia en Italia estuvo marcada por las constantes discordias con la nobleza milanesa, que encabezada por el marqués de Borgomanero Carlos Manuel D'Este se opuso a los gravámenes que el duque hizo recaer en la población local para la reforma del ejército.  Tachado por sus detractores de disoluto y avaricioso, terminó su mandato en Italia «con alivio de todos».

### Regreso a España
A su regreso a España en 1674 fue nombrado miembro del Consejo de Estado de Carlos II y del Consejo de Flandes, y al año siguiente presidente del Consejo de Órdenes. Dos años después cesó en esta presidencia para servir como caballerizo mayor de la princesa María Luisa, comprometida en matrimonio con el rey.
En 1683 fue víctima de las intrigas tramadas en la corte del enfermo rey Carlos II. Osuna era partidario de que este llevara personalmente las riendas del reino sin dejarse influenciar por los numerosos cortesanos que medraban a su alrededor, entre los cuales el duque de Medinaceli Juan Francisco de la Cerda era el principal, como su valido. El caso fue que un tal Marcos de Sabogal, plebeyo de condición, se permitió insistir al de Osuna sobre una deuda que este tenía pendiente con él, y el duque amenazó públicamente con cortarle las orejas si reiteraba sus reclamaciones. El asunto era un tema menor, y según la ley los nobles no podían ser encausados por delitos civiles, pero el de Medinaceli aprovechó la ocasión para relegarlo de la corte: Osuna fue encerrado en el alcázar de Segovia durante dos meses y medio, multado con 20.000 ducados y secuestrados sus bienes; habiendo caído enfermo su primogénito, el Consejo Real recomendó su indulto, que el rey aprobó, pero nuevamente el de Medinaceli maniobró para ponerle preso en su casa de Madrid. Acogido a sagrado en el convento del Carmen y acosado por los alcaldes de corte, su persecución cesó cuando el escándalo subió demasiado de tono.
En 1692 fue nombrado presidente del Consejo de Aragón, en cuyas competencias murió en 1694 a los 69 años de edad como consecuencia de un repentino ataque de apoplejía, mientras asistía a una reunión del consejo con el rey.
| Predecesor: Vicente Gonzaga Doria                                       | Virrey de Cataluña Agosto de 1667 – diciembre de 1669                   | Sucesor: Francisco Fernández de Córdoba, duque de Sessa  |
| Predecesor: Pablo Spínola, marqués de los Balbases                      | Gobernador del Milanesado Marzo de 1670 – 1674                          | Sucesor: Claude Lamoral, príncipe de Ligne               |
| Predecesor: Íñigo Melchor Fernández de Velasco, condestable de Castilla | Presidente del Consejo de Órdenes Diciembre de 1675 – noviembre de 1677 | Sucesor: Francisco Fernández de Córdoba, duque de Sessa  |
| Predecesor: Melchor de Navarra, duque de la Palata                      | Presidente del Consejo de Aragón 1692 – junio de 1694                   | Sucesor: Fernando de Aragón y Moncada, duque de Montalto |